# Fordia microphylla
Fordia microphylla är en ärtväxtart som beskrevs av Zhi Wei. Fordia microphylla ingår i släktet Fordia och familjen ärtväxter. Inga underarter finns listade i Catalogue of Life.